# Guanzhuang, Chongqing
Guanzhuang (kinesiska: 官庄) är ett stadsdelsdistrikt i sydvästra Kina. Det ligger i häradet Xiushan i storstadsområdet Chongqing, omkring 260 kilometer sydost om det centrala stadsdistriktet Yuzhong. Antalet invånare är 28 805. Befolkningen består av 13 979 kvinnor och 14 826 män. Barn under 15 år utgör 21,0 %, vuxna 15-64 år 67 %, och äldre över 65 år 10,0 %.